# Cosmarium sportella
Cosmarium sportella  là một loài Song tinh tảo trong họ Desmidiaceae, thuộc chi Cosmarium.